# ビートのディシプリン
『ビートのディシプリン』は上遠野浩平によるライトノベル。『ブギーポップは笑わない』を始めとするブギーポップシリーズのサイドストーリー。2000年から2005年に電撃hpで連載され、単行本は電撃文庫（メディアワークス）より全4巻が発売。イラストは緒方剛志。
本作は統和機構の合成人間ピート・ビートが、機構で最強とされるMPLS・フォルテッシモから「カーメン」と呼ばれる謎の存在の調査を命じられたことをきっかけに、様々な試練（ディシプリン）に立ち向かう物語である。
本シリーズはブギーポップシリーズと非常に密接な関係にある作品であり、作者の上遠野は「ブギーポップシリーズを終える上で必要な作品の一つである」とインタビューで前置いている。同様の立ち位置（ブギーポップシリーズを終える為に必要な）に当たる作品、また時間帯、登場人物の関係が深い作品として『ヴァルプルギスの後悔』があり、本シリーズの最終巻ではその序章も書かれている。
なお、物語における「カーメン」とは多くの合成人間にとっては重要な意味を持つが、そうでない人間（これが既にカーメンを得た人間を指すか、MPLSを指すかは不明）も存在すると設定されており、作中では「概念」、「その先には暗黒が待つだけで、しかし夢も希望もその先にしかない」など様々な表現がなされた。また「スリー・オブ・パーフェクト・ペアー」とも呼ばれており、作中の表現で判明しているのは「現在・過去・未来」に常に存在し得る「自分自身」と「それをとりまく"全て"」と明かされている。

## 登場人物
ピート・ビート / 世良稔（せら　みのる）
統和機構の合成人間。掌で空気震動を感知する<NSU>という能力を持つ。基本的には探査用の能力だが、応用技術として相手の心臓の鼓動を把握し不協和のリズムを作る事で、相手の行動を止める事などが可能となる。更に自分のリズムを操作し、身体能力を限界まで引き上げる事も可能であり、超加速による瞬間的な高速戦闘を行う<超加速の鼓動（モルト・ヴィヴァーチェ）>という手段を持つ。これはNSUの本来の仕様からは外れているもので、ビートの切り札となっており、統和機構にもその用法は報告していない。
彼自身は戦闘用合成人間ではないが、その能力と自身の経験によりそれに比肩する戦闘能力を発揮する。加えて彼は、自身の限界とも言うべき「出来る事と出来ない事を知る事」を追求し続ける事で、合成人間のほとんどが行わない「研鑽を積む」という行為を行い続ける。
フォルテッシモからは自分が対等に戦うに足る存在となることを期待され、統和機構中枢も何らかの理由と目的により、彼への対処を決め兼ねている。結果として終始激しい試練（ディシプリン）に追われながら「カーメン」に迫り、自分の存在理由を探していく。
味覚が鈍感。任務の為の抹殺は躊躇無く行うが、性格は割と大雑把で物事において「はっきりと区別する事」が苦手。また、かつて敵対していた相手でも、確執が消えれば出来るだけ救おうとする行動をとる（ブギーポップにはどうあがいても「世界の敵には成り得ない存在」と評価されていた）。一時期、師匠であるモ・マーダーとザ・ミンサーと共に同居していたが、彼自身はミンサーの能力によって、彼女が死んだ理由を忘れている。
浅倉朝子（あさくら　あさこ）
ビートがカムフラージュ用に通っている学校の同級生。性格は明るく面倒見の良い性格で、他人の心の内や物事の本質を直感的に理解する能力<モーニング・グローリー>を持ち、この能力は戦闘においては敵の攻撃を読むなどの応用性を見せる（『ヴァルプルギスの後悔』では更に未来すら幻視していた）。ただし、それによって理解したものを他者に説明する場合は、朝子自身の口語での伝達能力に依存する為、高代亨や飛鳥井仁にはその能力の持つ本質の強大さと、アンバランスさを指摘されていた。一方で、飛鳥井仁の能力の観点から見ると彼女は「人の心に花を咲かせる事が出来る」存在であり、人物像として彼女は霧間凪に極めて高い評価を得ていた。
学校では浮いた存在だったビートに関心を持っており、関わりを持ち始める。また彼女が持つ能力とその出生の秘密から、やがてビートの直面した事件に巻き込まれ、更に事態の中心人物となる。
更に彼女はビートと完全に同一の鼓動を持つ存在であり、NSUによる効果をビートと全く同じ形で受ける事が可能で、それによりビートと全く同じ身体能力を発揮出来る。これは超加速の鼓動（モルト・ヴィヴァーチェ）すら同期が可能となる。また、彼女とビートが接触した（作中のように抱いて手を繋ぐなど）状態ならば、共振で互いに直感レベルでの意思疎通が可能である。彼女の能力とビートの能力を合わせる事で、フォルテッシモすら翻弄する戦術を見せた（作中ではビートの戦闘能力と朝子の直感力を持った二人が、一糸乱れぬ完全な連携を行っている）。
モーニング・グローリーでフォルテッシモの「ザ・スライダー」の開放すら見越した上それを誘発、その後はNSUを用いて事態を収束させており、「この二人は組み合わさるととんでもないことをやってのける」と評価された。
ザ・ミンサー
思考の中で言語化された部分を手のひらから読み取れる少女。人の心を断片でしか読み取れないことを自嘲するかのように「＜ミンスミート＞（挽肉）のミンサー」と名乗る。スプーキーEと似た能力。
ある事件の後、ビートとモ・マーダーと暮らしていた。外見は幼い少女だが、ビートに対しては母親か姉のように保護者然として接していた。料理も得意であった様子。かつては次期中枢候補でもあり、オキシジェンは今も彼女のことを気にかけている。「諦め」を体現する「世界の敵」となり、死を受け入れた彼女は、ピート・ビートに合成人間の未来を託してこの世を去った。
ラウンダバウト/奈良崎克巳（ならざき　かつみ）
レイン・オン・フライデイこと九連内朱巳に仕える合成人間。彼女に対し強い忠誠心を誇る。ビートのNSUに似た、「生体波動を感知する能力」を持つ。ビートのそれが鼓動を感知するものであるのに対し、こちらは鼓動と鼓動の間隔にある「停止」を感知しており、これは対象の「隙」を付ける能力となる。
美少年めいた容貌を持ち男性としてビートへの接触を計るが、実際には女性である。朱巳の命でビートについて探り始め、一度は対決したものの敗れた。その後は朱巳からの命令、心情共に対立する意味を失い、協力する姿勢を見せる。フォルテッシモとモータル・ジムの攻撃からビートを庇い、瀕死となったところを霧間凪が助ける。その後を描くブギーポップシリーズの『不可抗力のラビット・ラン』では、凪に初対面かのようにあしらわれた。
ジィド
反統和機構組織ダイアモンズに雇われている自称「人間戦闘兵器」を名乗る傭兵。MPLS能力を持たない生身の人間でありながら、戦闘用合成人間と互角以上に渡り合えるだけの戦闘技術をもつ。
パールとの協力体制の関係で、ビートに協力する事となる。困難な状況でも陽気で前向き、そして相手がたとえ魔女であっても何一つ揺らがない不遜な性格。パールに惚れている。
バーゲン・ワーゲン
5人でチームを組んで行動する戦闘用合成人間の集団。バーゲン・ワーゲン自体はそのチーム名でしかなく、誰かが欠けると同様の能力を持つ合成人間が補われる。
ビートを処理するために統和機構から送り込まれる。振動を生み出す能力＜ラッチェ・バム＞を持ち、共鳴現象を利用して遠隔攻撃を中継、目標を周囲もろとも一掃する能力を有する。
モータル・ジム
物体を捻じ曲げ、破壊する能力<アースバウンド>を持った統和機構の合成人間。作動原理不明のため失敗作として扱われているが、それだけに敵に回すと戦いようがない。能力の起こす現象は「物体の分子結合を僅かに断裂させる事で、それを起点に大規模破壊を行う」というもの。
ビート処理の命令を受けて登場するが、彼らに助力した霧間凪によって片腕を斬られ、任務失敗から行動目的を失った所をフォルテッシモに拾われる。その後は、フォルテッシモに忠誠を誓って共に行動、その全能力を用いて彼の攻撃サポートを行う。彼のアースバウンドを利用する事でフォルテッシモの攻撃範囲は劇的に広がる事となる。
ダイアモンズ
反統和機構組織ダイアモンズの首領（職名は「会長」）。ダイアモンズ幹部の会議に出席した犬を抱いた老人がこの名を名乗っていたが、実は会長が抱いている犬がダイアモンズと呼ばれていた合成人間。パールには「モンズ」と呼ばれている。
アルケスティス
他人の肉体を乗っ取って生き続ける「魔女」。確認される限り他人の視覚を操作する能力を有するが、能力の全体像は不明。統和機構の中枢であるオキシジェンを「坊や」、フォルテッシモを「ffくん」と呼ぶなど他者を圧倒する存在感を示す。パールとジィド、ダイヤモンズと行動を共にしている。
彼女の正体と目的、そして恐るべき能力は『ヴァルプルギスの後悔』で見る事が可能となっている。
リキ・ティキ・タビ
統和機構の天敵と呼ばれる存在。修道服を着た少年のような姿をしている。敵意を持って放たれたありとあらゆる攻撃や干渉を反射する。その存在理由と目的はアルケスティスと同じく『ヴァルプルギスの後悔』で見る事が可能となっている。

### ブギーポップシリーズからの登場
※詳細はブギーポップシリーズの登場人物の項目参照
- リィ舞阪/フォルテッシモ
- 柊/オキシジェン
- カレイドスコープ
- 佐々木政則/モ・マーダー
- パール
- 高代亨/イナズマ
- 霧間凪
- 九連内朱巳/レイン・オン・フライデイ
- 飛鳥井仁
- 篠北周夫
- リセット
- スプーキーE
- エンブリオ
- スワロゥバード
- ブギーポップ

## タイトル一覧
1. SIDE1[Exile]（2002年）
  1. 第一話「拝命と復讐」phase1 "commanded & avengr"（電撃hp9号掲載）
  2. 第二話「追悼と動揺」phase2 "funeral & shakiness"（電撃hp10号掲載）
  3. 第三話「成長と偶然」phase3 "improvement & accident"（電撃hp11号掲載）
  4. 第四話「静止と油断」phase4 "fixed & careless"（電撃hp12号掲載）
  5. 第五話「距離と迂回」phase5 "distance & roundabout"（電撃hp14号掲載）
  6. 第六話「無明と暗黒」phase6 "starless & bible-black"（電撃hp15号掲載）
2. SIDE2[Fracture]（2003年）
  1. 第七話「過去と未来」phase7 "past & future"（電撃hp16号掲載）
  2. 第八話「戦力と均衡」phase8 "power & balance"（電撃hp17号掲載）
  3. 第九話「嫌悪と経験」phase9 "disgust & experience"（電撃hp18号掲載）
  4. 第十話「閉鎖と方向」phase10 "shutdown & aim"（電撃hp19号掲載）
  5. 第十一話「交差と反撃」phase11 "mingling & counterattack"（電撃hp20号掲載）
  6. 第十二話「死神と断片」phase12 "death & fragment"（電撃hp22号掲載）
3. SIDE3[Providence]（2004年）
  1. 第十三話「金剛と真珠」phase13 "diamonds & pearls"（電撃hp23号掲載）
  2. 第十四話「流転と暗転」phase14 "wandering & pitch-dark"（電撃hp24号掲載）
  3. 第十五話「直感と隠蔽」phase15 "intuition & concealment"（電撃hp25号掲載）
  4. 第十六話「抑制と魔女」phase16 "moderate & witch"（電撃hp26号掲載）
  5. 第十七話「理解と秘密」phase17 "appreciation & secret"（電撃hp27号掲載）
  6. 第十八話「生者と死者」phase18 "live & dead"（電撃hp28号掲載）
4. SIDE4[Indiscipline]（2005年）
  1. 第十九話「探求と転換」phase19 "quest & shift"（電撃hp29号掲載）
  2. 第二十話「予定と選択」phase20 "scheme & choice"（電撃hp30号掲載）
  3. 第二一話「帰還と再会」phase21 "homecoming & reunion"（電撃hp31号掲載）
  4. 第二二話「接触と邂逅」phase22 "contact & encounter"（電撃hp33号掲載）
  5. 第二三話「太陽と戦慄」phase23 "sunrise & hairraising"（電撃hp34号掲載）
  6. 最終話「業と鼓動」final phase "karma & beat"（電撃hp35号掲載）

## 備考
本作品の用語には、イギリス出身（現在のメンバーは英米混成）のプログレッシブ・ロック・バンド、キング・クリムゾンに由来するものが数多く登場する。
- メインタイトル：1981年作品「ディシプリン（Discipline）」および1982年作品「ビート（Beat）」の両アルバムのタイトルを組み合わせたもの。
- 登場人物：主人公の名前は先述の「ビート」と、初期メンバーのピート・シンフィールド（作詞＆舞台効果担当）から。ザ・ミンサーは1974年作品「暗黒の世界（Starless And Bible Black）」の収録曲「隠し事（The Mincer）」から。
- SIDE1：巻題「Exile」は1973年作品「太陽と戦慄（Lark's Tongue In Aspic）」の収録曲「放浪者（Exiles）」から。第六話の英題は「暗黒の世界」のタイトル曲から。
- SIDE2：巻題「Fracture」は「暗黒の世界」の収録曲「突破口（Fracture）」から。
- SIDE3：巻題「Providence」は1974年作品「レッド（Red）」の収録曲「神の導き（Providence）」から。
- SIDE4：巻題「Indiscipline」は「ディシプリン」の収録曲「インディシプリン（Indiscipline）」から。第二三話の邦題は「太陽と戦慄」から。

## 既刊一覧
- 上遠野浩平（著）・緒方剛志（イラスト）、メディアワークス〈電撃文庫〉、全4巻
  - 『ビートのディシプリン SIDE1』、2002年3月10日発売[1]、ISBN 978-4840220569
  - 『ビートのディシプリン SIDE2』、2003年8月10日発売[2]、ISBN 978-4840224307
  - 『ビートのディシプリン SIDE3』、2004年9月10日発売[3]、ISBN 978-4840227780
  - 『ビートのディシプリン SIDE3』、2005年8月10日発売[4]、ISBN 978-4840231206